# Maurandella antirrhiniflora
Espèce
Classification APG III (2009)
Maurandella antirrhiniflora est une plante de la famille des Scrophulariaceae selon la classification classique de Cronquist (1981) et de la famille des Plantaginaceae selon la plus récente classification APG III (2009), originaire du sud-ouest des États-Unis et du nord du Mexique

## Description morphologique

### Appareil végétatif
Cette plante annuelle produit des tiges grimpantes qui s'emmêlent à la végétation alentour ; ces tiges peuvent mesurer jusqu'à plus de deux mètres de long. Les pétioles des feuilles et des fleurs issus de ces tiges sont incurvés et tordus. Les feuilles en forme de pointe de flèche mesurent environ 2,5 cm de longueur.

### Appareil reproducteur
La floraison survient de juin à septembre.
Les fleurs, de 2 à 2,5 cm de long, sont de couleur pâle, de bleu-violacé à mauve. Leur corolle présente une symétrie bilatérale, avec deux pétales courbés vers le haut, et trois courbés vers le bas. Les trois pétales du bas présentent une tache de couleur crème, velue, près de l'ouverture de la corolle.

## Répartition et habitat
Cette plante pousse sur les terrains sablonneux ou gravillonneux des zones arides, parfois sur les pans rocheux ou parmi l'association végétale Pinus-Juniperus.
Son aire de répartition couvre certains états du sud-ouest des États-Unis (de la Californie au Texas) et du nord du Mexique.

## Systématique
Certains auteurs nomment cette espèce Maurandya antirrhiniflora.

## Maurandella antirrhinifloraet l'homme
Cette espèce est parfois cultivée par semis de graines à titre ornemental. C'est une plante annuelle qui disparait en hiver.